# Die zwölf sexuellen Gebote des revolutionären Proletariats
Die zwölf sexuellen Gebote des revolutionären Proletariats (russisch Двенадцать половых заповедей революционного пролетариата, transkr. Dwenadzat polowych sapowedei rewoljuzionnowo proletariata) ist ein Buch des sowjetischen Psychiaters Aron Salkind, das 1924 veröffentlicht wurde. Es forderte sexuelle Abstinenz vor der Ehe, verurteilte Polygamie und sexuelles Übermaß. Salkind folgerte aus verbreiteten Energielehren, dass die durch Verzicht und sexuelle Disziplinierung gesparte Sexualenergie ungeheuer groß sei und sich in den revolutionären Kampf und Aufbau sublimieren lasse.